# Xã Muhlenberg, Quận Berks, Pennsylvania
Xã Muhlenberg (tiếng Anh: Muhlenberg Township) là một xã thuộc quận Berks, tiểu bang Pennsylvania, Hoa Kỳ. Năm 2010, dân số của xã này là 19.628 người.